# Tạo giác
Tạo giác (danh pháp hai phần: Gleditsia fera) là loài thực vật có hoa trong họ Đậu. Loài này được (Lour.) Merr. miêu tả khoa học đầu tiên.